# Deklaracja portlandzka
Deklaracja portlandzka – manifest współczesnego konserwatyzmu zredagowany przez Erika Kuehnelt-Leddihna i przyjęty w drodze uchwały na konferencji zorganizowanej przez Western Humanities Institute w Portlandzie (stan Oregon w Stanach Zjednoczonych) w 1981 roku.
Deklaracja krytykuje ateizm, kolektywizm, egalitaryzm, socjalizm, pozytywizm prawniczy, nacjonalizm, omnipotencję państwa, hierokrację i cezaropapizm, natomiast afirmuje rodzinę, wiarę religijną, ojczyznę, własność prywatą, wolność osobistą, tradycję, autorytet władzy, hierarchię społeczną. Leddihn postuluje w niej między innymi decentralizację państwa, dobór kadry urzędniczej na podstawie kryterium kompetencji i profesjonalizację sił zbrojnych.